# Volley Aalst
Il Volley Aalst è una società pallavolistica maschile belga, con sede ad Aalst: milita nel campionato belga di Liga A.

## Storia
La formazione diventò una delle principali società del Belgio negli anni ottanta, quando vinse la sua prima Coppa nazionale nel 1985. Tra il 1986 ed il 1988 vinse due edizioni consecutive del campionato, partecipando con questo titolo ad alcune coppe europee. Il periodo positivo della squadra prosseguì fino al 1993 con la vittoria della terza Coppa del Belgio, la seconda consecutiva.
Da quel momento in poi la società non seppe più esprimersi ad alti livelli. I risultati tornarono ad essere positivi verso la fine degli anni 2000 con il piazzamento al terzo posto al termine del campionato 2008-2009, confermato anche nella stagione successiva. Nel 2011, invece, si laureò vice campione nazionale, riuscendo in questo modo a qualificarsi per la Champions League.
Ottiene il successo nella Coppa del Belgio 2014-15 e nella Supercoppa belga 2015. 
Nel 2016 il club cambia sede di gioco: a causa dell'imminente demolizione della Sporthal Molenbos di Zellik, dove disputava le proprie gare interne dal 1996, si trasferisce nello Sportcentrum Schotte di Aalst, cambiando quindi denominazione in Volley Aalst e potendo disputare le proprie gare internazionali senza dover viaggiare ad Anversa o Maaseik.

## Rosa 2017-2018
| N° | Nome                  | Ruolo | Data di nascita  | Nazionalità sportiva |
| -- | --------------------- | ----- | ---------------- | -------------------- |
| 1  | Dennis Deroey         | L     | 14 agosto 1987   | Belgio               |
| 2  | Wessel Keemink        | P     | 29 maggio 1993   | Paesi Bassi          |
| 4  | Laszlo De Paepe       | C     | 24 giugno 1996   | Belgio               |
| 5  | Frank Depestele       | P     | 3 settembre 1977 | Belgio               |
| 6  | Seppe Van Hoyweghen   | P     | 7 ottobre 2000   | Belgio               |
| 10 | Sakari Mäkinen        | S     | 19 gennaio 1995  | Finlandia            |
| 11 | Gertjan Claes         | S     | 30 marzo 1985    | Belgio               |
| 12 | Gert van Walle        | S/O   | 7 agosto 1987    | Belgio               |
| 13 | Jhon Wendt            | S/O   | 15 gennaio 1994  | Francia              |
| 14 | Ivan Mihalj           | C     | 23 novembre 1990 | Croazia              |
| 15 | Krzysztof Modzelewski | S     | 5 febbraio 1992  | Polonia              |
| 16 | Adrian Staszewski     | S     | 31 maggio 1990   | Polonia              |
| 18 | Martijn Colson        | C     | 8 aprile 1994    | Polonia              |

## Palmarès
- Campionato belga: 2

1986-87, 1987-88
- Coppa del Belgio: 4

1984-85, 1991-92, 1992-93, 2014-15
- Supercoppa belga: 1

2015

## Denominazioni precedenti
- ?-2016: Volleybalclub Asse-Lennik